# (72621) 2001 FJ25
(72621) 2001 FJ25 – planetoida z pasa głównego asteroid okrążająca Słońce w ciągu 4,21 lat w średniej odległości 2,6 j.a. Odkryta 18 marca 2001 roku.